# Cordillera de Pemehue
La cordillera de Pemehue es una rama de cordillera en los términos orientales del departamento de Mulchén, que se extiende largo espacio más o menos al norte hasta frente a la villa de Santa Bárbara (Chile), arrancando desde el volcán Lonquimay al sur, y teniendo sus declives orientales al valle del cauce superior del río Biobío. Alcanza hasta los 2000 m de altitud, con lo que separa la cabecera del río Biobío de las de los ríos Mulchén, Bureo, Renaico y Malleco que se desprenden de su vertiente occidental.: 649 Está poblada de árboles de excelentes maderas y contiene cañadas de buenas tierras.
Sus laderas del oeste son drenadas por los ríos Renaico, el Lirquén, su lado este descarga su escorrentía en el río Biobío.